# Forcipomyia calcarata
Forcipomyia calcarata är en tvåvingeart som först beskrevs av Daniel William Coquillett 1905.  Forcipomyia calcarata ingår i släktet Forcipomyia och familjen svidknott. Inga underarter finns listade i Catalogue of Life.